# P.C. Østergaard
Peder Christensen Østergaard (født 3. november 1797 på Østergård i Silstrup ved Thisted, død 13. juni 1882 i Sundby på Mors) var en dansk gårdejer og medlem af Folketinget.
Østergaard var søn af gårdmand Christen Pedersen. Han blev uddannet som smed, men giftede sig til gården Overgård og Sundby Mølle i Sundby på Mors i 1823. Han købte en gård i Tøving på Mors (Galtrup Sogn) i 1851, og videregav Overgård og Sundby Mølle til sin søn i 1852. I 1871 solgte han gården i Tøving og flyttede ind hos sønnen på Overgård.
Han var medlem af sogneforstanderskabet i Galtrup Sogn 1842-1851. Østergaard var med til at stifte en sparekasse i Nykøbing Mors i 1852 og dens meddirektør fra starten.
Han blev valgt til stændersuppleant i 1841 og deltog i Nørrejyllands Stænderforsamling i Viborg i 1844 og 1846. Han var medlem af Folketinget valgt i Thisted Amts 4. valgkreds (Nykøbingkredsen) fra 27. maj 1853 til 22. juni 1854. Han blev valgt ved valget i maj 1853 og nedlagde sit mandat året efter. Han blev efterfulgt i Nykøbingkredsen af prokurator Calundan som blev valgt ved et suppleringsvalg 10. august 1854.